# Tapinocyba bilacunata
Tapinocyba bilacunata là một loài nhện trong họ Linyphiidae.
Loài này thuộc chi Tapinocyba. Tapinocyba bilacunata được Ludwig Carl Christian Koch miêu tả năm 1881.